# The Accusing Toe
The Accusing Toe és un curtmetratge de comèdia estatunidenca de 1918 dirigit per King Vidor.

## Repartiment
- Ruth Hampton: Edith
- Thomas Bellamy: noi negre
- Ernest Butterworth Jr.: noi blanc
- Wharton Jones
- Dale Faith
- Sadie Clayton
- Jutge Willis Brown: ell mateix